# A Dama do Mar

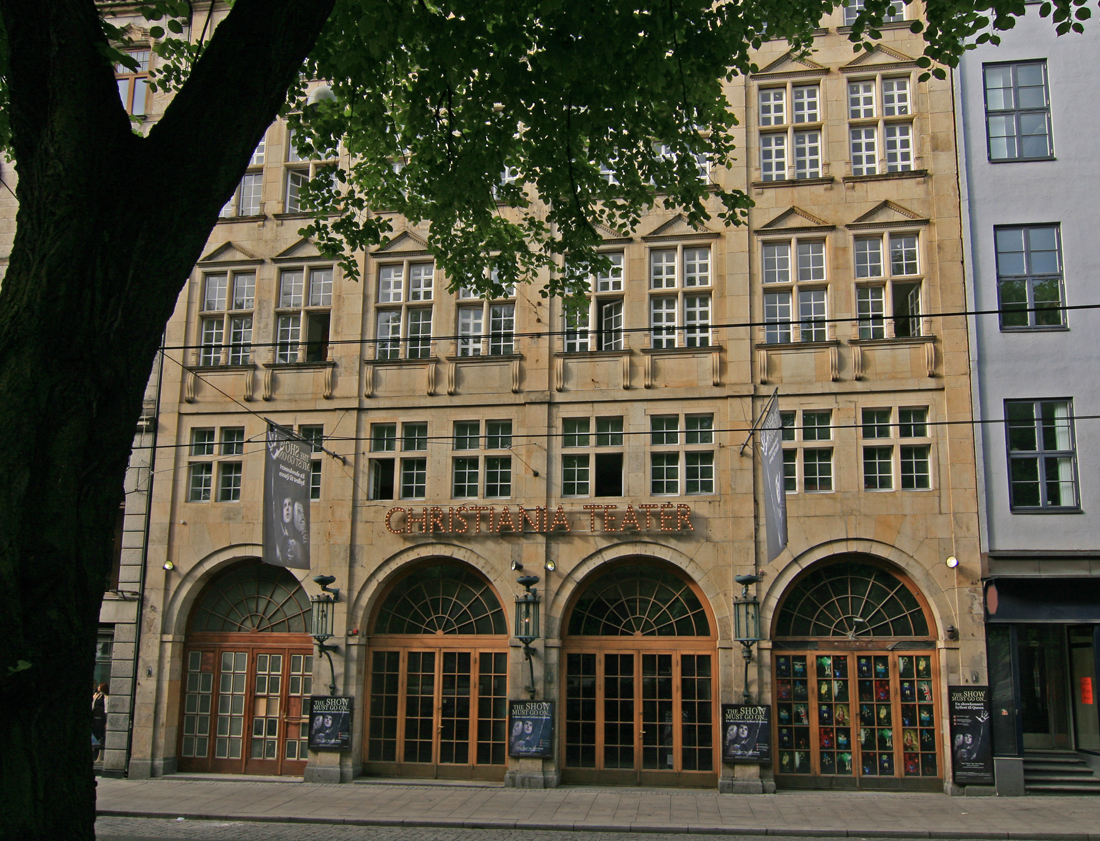
Christiania Theater, em Oslo, um dos teatros onde a peça “A Dama do Mar” foi representada, em 12 de fevereiro de 1889

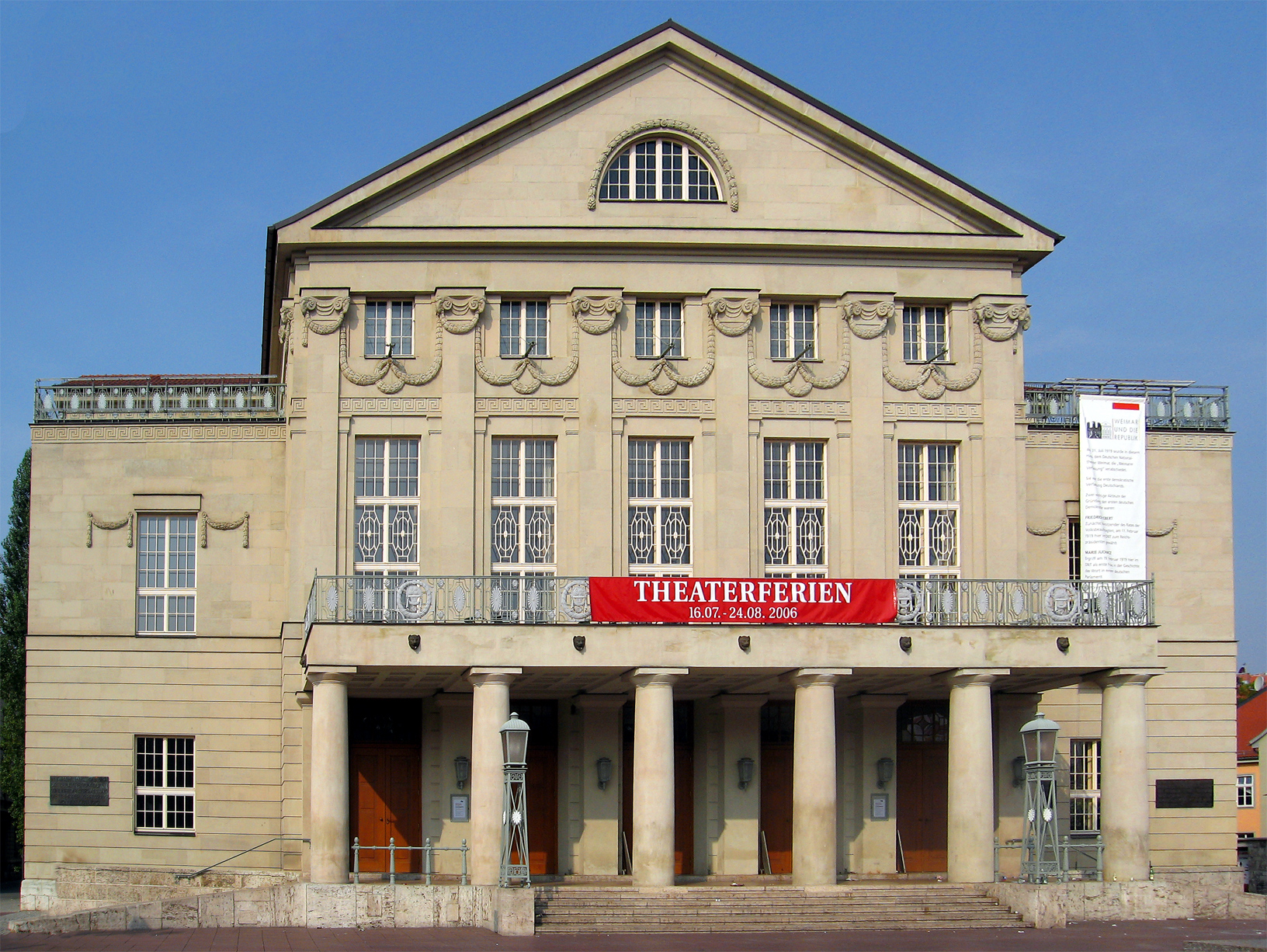
Deutsches Nationaltheater Weimar, um dos teatros onde a peça “A Dama do Mar” foi representada em 12 de fevereiro de 1889

A Dama do Mar (Fruen fra Havet em norueguês) é uma peça escrita pelo dramaturgo norueguês Henrik Ibsen em 1888. A peça foi lançada a 28 de Novembro de 1888 pela Editora Gyldendalske Boghandels Forlag (F. Hegel & Søn), em Copenhage e Cristiânia, numa edição de 10000 exemplares. Em 27 de dezembro de 1887, o amigo e editor de Ibsen, Frederik Hegel, falecera, e seu filho Jacob Hegel passou a ser o editor do livro.
Sua primeira representação foi a 12 de fevereiro de 1889 em dois teatros: Hoftheater, em Weimar, e Teatro da Cristiânia, em Oslo. Esta última produção foi encenada por Bjørn Bjørnson, tendo os papéis de Dr. Wangel e Élida sido desempenhados por Sigvard e Laura Gundersen. A peça foi, posteriormente, para o Det Kongelige Teater (Teatro Real), em Copenhage (com estreia em 17 de fevereiro), para o teatro finlandês em Helsingfors / Helsínquia (22 de fevereiro) e para o Kungliga Dramatiska Teatern (Teatro Real), em Estocolmo (estreia em março).
É um drama em cinco atos, e a ação se passa no verão, em uma pequena estação balneária na costa setentrional da Noruega, à margem de um fiorde.

## Características
A trama representa a luta entre o determinismo, a sugestão passional, e o livre arbítrio, relatando o debate de Élida Wangel entre a resignação da vida doméstica, burguesa, ao lado de um obscuro médico de aldeia, e a aventura com um estrangeiro, desconhecido, que simboliza, provavelmente, a liberdade. No final, mediante a transformação da liberdade de escolha, Élida se decide pelo marido, com o triunfo do livre arbítrio sobre o determinismo.
É considerada, pela crítica, como a primeira obra simbolista de Ibsen, e uma das mais poéticas. O escritor emprega nela o diálogo duplo: as palavras e frases têm um sentido realista e um sentido místico, misterioso.
Uma das personagens, a filha adolescente Hilda Wangel, reaparecerá em outra peça sua, Solness, o Construtor.

## Personagens
- Dr. Wangel, médico do distrito.
- Élida Wangel, sua segunda esposa.
- Bolette e Hilda, filhas do primeiro casamento.
- Arnholm, professor de colégio.
- Lyngstrand.
- Ballested.
- Um estrangeiro.

## Enredo
Fonte:

### Ato I
O primeiro ato se passa numa manhã de sol, ao lado da casa do Dr. Wangel. Apresenta primeiramente Bolette e Ballested, conversando sobre a chegada do professor Arnholm, que virá visita-los, e a chegada de Lyngstrand. Balletsted está içando a bandeira, em homenagem ao aniversário da falecida Sra. Wangel, e Lyngstrand, que ainda não o conhece, começa a conversar. Ballested, que é pintor, lhe fala dos planos de pintar uma sereia na paisagem do fiorde que acaba de fazer, e que o quadro há de se chamar “A morte da sereia”. Lyngstrand informa que deseja ser escultor, e que veio passar uns dias ali, para recuperar sua saúde, pois apresenta dificuldades para respirar.
Bolette e Hilda surgem na varanda, sendo cumprimentadas por Lyngstrand. Ballested se retira. Bolette, Hilda e Lyngstrad conversam, e Hilda relata que hoje é o “aniversário de sua mãe”. Bolette a repreende. Lyngstrand se despede, e o Sr. Wangel chega.

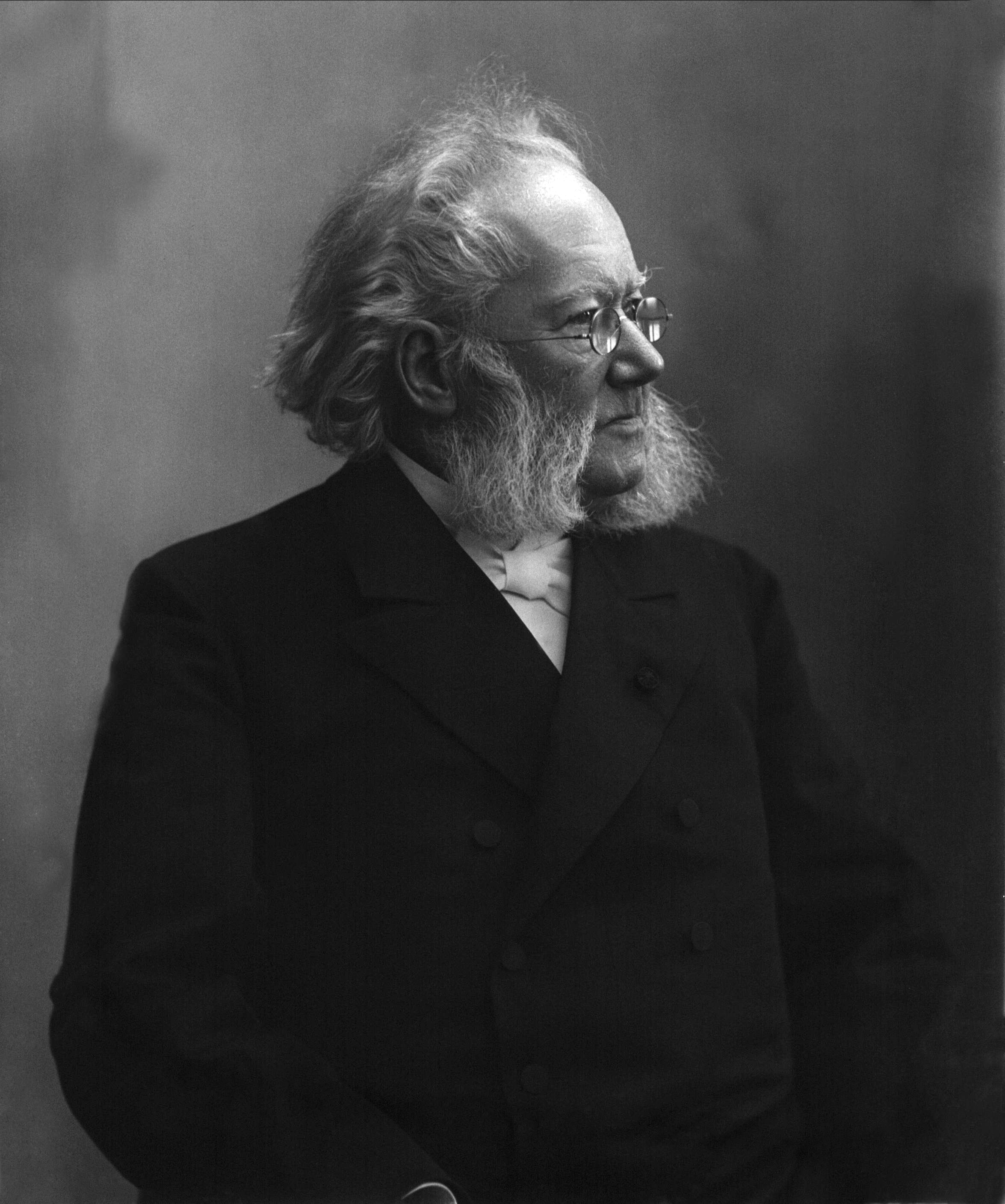
Henrik Ibsen fotografado por Gustav Borgen.

As filhas o recebem com alegria, e vêem o professor chegando, dando-lhe as boas-vindas. Sentam-se na varanda e conversam. Arnholm elogia as duas filhas de Wangel, que relata viver feliz com sua segunda esposa, que neste momento está tomando seu banho diário de mar. Tiveram apenas um filho, mortoao nascer, e Wangel relata que a esposa, que Arnholm já conhece, é muito nervosa, e que sua única alegria é mergulhar no mar, daí a chamarem, costumeiramente, de “a dama do mar”. Neste instante Élida chega.
Wangel se retira e os deixa conversando. Arnholm recorda o passado, quando ainda era muito jovem, e relembra que um velho pastor chamava Élida de “pequena pagã”, pois seu nome era de navio e não de cristã. Arnholm observa que Wangel é um homem generoso, e que jamais a imaginou ao lado dele. Fala da antiga pretensão que tivera com relação a ela, da recusa que recebera, observando que ambos nunca mais escreveram um ao outro, e que escolhera então ficar sozinho. Élida confessa que a recusa se devia ao fato de o seu coração, na época, ter um dono, mas não Wangel, e sim outro. Revela que Wangel nada sabe desse passado. São repentinamente interrompidos pela chegada de Lyngstrand, que chega com um ramo de flores.
Lyngstrand cumprimenta e dá as flores à Élida, conforme Hilda lhe informara ser hoje o “aniversário de sua mãe”. Élida e Arnholm percebem o ocorrido, e ela aceita as flores. Os três conversam, sentados na varanda. Lyngstrad fala de seus planos de ir ao sul, pois tem um protetor em Bergen, um armador a bordo de cujo navio trabalhara. Relata também que, para sua sorte, após um naufrágio em águas geladas, adquirira uma doença do peito que o impedira de continuar na vida de marinheiro, permitindo-lhe se dedicar à escultura. Fala de sua pretensão de fazer a escultura de uma mulher que traíra o marido, e a aparição desse marido, que morrera no mar, sob a inspiração de uma história verdadeira ocorrida com um contramestre americano que conhecera em uma de suas viagens. Lyngstrand relata que o americano um dia lera no jornal a notícia sobre o casamento de sua amada e prometera ir buscá-la. Élida se interessa e reconhece a história, trêmula e perturbada, e insiste para que Lyngstrand lhe conte detalhes. Lyngstrand relata que, após um naufrágio, não soube mais notícias dele.
Lyngstrand se despede, Élida fica perturbada, e Arnholm percebe, porém supõe que tal perturbação seja decorrente das filhas de Wangel comemorarem em segredo o aniversário da mãe já falecida. São interrompidos, porém, pela chegada de Bolette, que convida-os para sentarem todos no pavilhão. Élida mostra as flores que Lyngstrand trouxe pelo “aniversário”. Wangel fica embaraçado e tenta explicar, mas ela parece não se importar e manda colocarem as flores no vaso. Hilda julga-a fingida, mas Élida se permite participar da “festa da mãe”.

### Ato II
O segundo ato ocorre em um belvedere, atrás da cidade, numa tarde de verão. Apresenta inicialmente Ballested conduzindo um grupo de turistas estrangeiros, falando em várias línguas. Hilda e Bolette chegam, após uma rápida subida, e falam sobre Lyngstrand, que o pai o desenganou, por causa do pulmão; Lyngstrand chega e Hilda lhe pergunta sobre sua doença, oferecendo uma flor para a lapela. Lyngstrand sai, Hilda e Bolette conversam sobre ele. Bolette observa o fato de os dois estarem sempre juntos e Hilda confessa que as falsas esperanças de saúde e de felicidade que ela lhe incute a divertem. Bolette a acha má, ao que Hilda diz que gosta de ser assim, e continua a fazer observações maldosas, dessa vez sobre Arnholm, que a seu ver está ficando careca, e relembra que Bolette já foi apaixonada por ele; depois observa que Élida vem caminhando com Arnholm e não com seu pai. Insinua que o lugar de Élida não seria ao lado do pai, e que um dia poderia ficar louca.

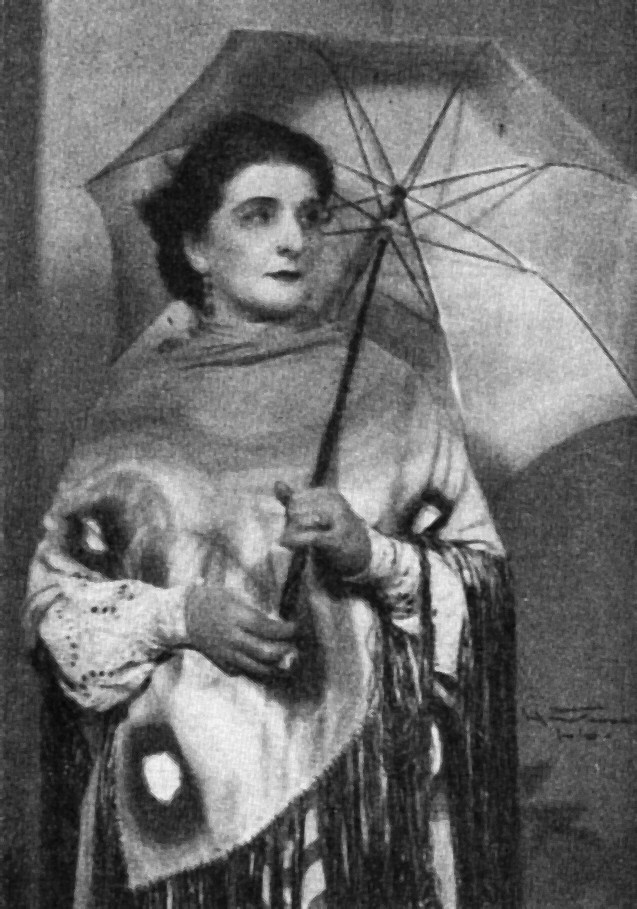
Agnes Mowinckel como Ellida Wangel em cena de A Dama do Mar, Balkonen, 1928, Fot. Wardener.

Wangel, Élida, Arnholm e Lyngstrad chegam, observam a paisagem. Wangel sugere que vão a uma vista mais alta, mas Élida recusa e os dois ficam, enquanto o resto do grupo sobe. Bolette dá o braço a Arnholm, e Hilda a Lyngstrand, e os quatro saem. Élida e Wangel conversam, sozinhos. Ele sugere que confiem mais um no outro, e ela diz que isso já não é possível. Wangel presume que tal situação se deve ao fato de ela ter sucedido a outra mulher, e fala da “festa de aniversário” para a falecida. Élida diz que ele está enganado. Wangel presume que a infelicidade é por causa do local, das montanhas sufocantes entre as quais vivem, e pensa em mudarem-se para outro lugar. Élida recusa, e pretende revelar a ele o verdadeiro motivo de sua angústia. Sentam-se juntos e ela começa a contar sobre seu antigo caso de amor.
Inicialmente Wangel pensava esse caso ter sido Arnholm, mas Élida nega. Conta-lhe de um navio que estivera atracado em Skjoldviken, onde um crime fora cometido, o assassinato do capitão, e um imediato fora acusado e fugira. O acusado fora exatamente o seu noivo. Wangel fica surpreso. Élida relata que ele era um finlandês do qual ela desconhece o noem verdadeiro, e que ambos costumavam falar muito do mar; um dia, ele marcou um encontro e confessou ter apunhalado o capitão do navio, segundo ele para fazer justiça, mas não lhe quis contar o verdadeiro motivo. Depois o marinheiro tirara do dedo um anel, assim como lhe pedira o seu anel, e atando-os em uma aro, jogou-os ao mar, num sinal de união. Após isso, o marinheiro partiu, mas lhe escreveu algumas cartas, dando-lhe o endereço na América. Élida porém lhe escrevera acabando o relacionamento e, apesar de outras cartas recebidas, inclusive marcando um encontro, mantivera-se firme nessa decisão, deixando de lhe dar respostas.
Wangel pede que Élida esqueça esse homem, mas ela reconhece que sua alma sempre será perseguida por ele, mesmo amanmdo Wangel. Nesse instante, são interrompidos pela chegada do grupo de amigos, que sugere ir dançar. Wangel e Élida ficam, e ela pede a Lyngstrand que fique também; ele aceita. Élida indaga Lyngstrand sobre sua viagem à América, conferindo ser na mesma época do ocorrido no seu passado. Lyngstrad sai e Élida sugere que o homem que amou no passado estava a bordo desse navio em que Lyngstrand estivera. Wangel, surpreso, acha a ideia absurda, julga-a doente, mas ela pede que a salve, e relata ter visto nos olhos do filho perdido ao nascer o mesmo brilho dos olhos do marinheiro. Élida sai desesperada e Wangel corre atrás dela.

### Ato III
O terceiro ato ocorre em um recanto afastado do jardim dos Wangel. Bolette, Hilda e Lyngstrand conversam, olhando os peixes. Arnholm chega, Hilda e Lyngstrand saem. Arnholm conversa com Bolette, que revela gostar de ler, mas que passa muito tempo cuidando dos serviços da casa, e que se sente isolada vivendo no fiorde. Bolette confessa que gostaria de ir embora dali, e Arnholm observa que ela devia ir para a Universidade. Ela se queixa que o pai vive apenas para a madrasta, e pede que Arnholm  interceda por ela junto ao pai. Ele começa a lhe segredar algo, quando são interrompidos pela chegada de Élida. Falam de um navio que parou no fiorde, e Élida confessa o desejo de subir a bordo, revelando tristemente que acredita que o elemento do homem é o mar e não a terra. Depois, pede a Arnholm que vá buscar Wangel, e ele sai, com Bolette.
Élida fica sozinha. Por trás do jardim um estrangeiro chega e a cumprimenta, dizendo que a procura. Élida o reconhece, atônita, e o estrangeiro diz que veio no navio inglês. Ela tenta recusá-lo, manda-o embora, mas ele diz que veio para buscá-la. Élida fica paralisada e grita para Wangel ajudá-la. Wangel chega, Élida lhe diz que aquele é o estrangeiro de que lhe falou. O estrangeiro diz que, quando juntaram seus anéis, era uma união, um pacto que ela esquecera, e que Élida lhe pertence. Sugere que Élida o siga espontaneamente, e segue para o navio, dando a ela um tempo para refletir, até o dia seguinte à tarde, convidando-a para seguir com ele para o mar; se ela não fosse, estaria tudo acabado para sempre.
Élida e Wangel ficam sós. Wangel sugere defendê-la, e até entregá-lo para a lei, pela morte do capitão, se necessário. Élida não permite, mas pede que Wangel a salve daquele homem. No caminho, encontram Hilda e Lyngtrand, que diz ter visto passar o americano que conhecera outrora, e que provavelmente viera vingar-se da infiel. Wangel não entende a observação de Lyngstrand; Arnholm e Bolette chegam, e Bolette os convida para verem o navio inglês subindo o fiorde. Wangel fica pensativo, não entende bem a situação, e Élida pede para ser salva da fascinação e da vertigem do mar que aquele marinheiro representa.

### Ato IV
O quarto ato ocorre na sala dos Wangel. Inicialmente, Bolette e Lyngstrand conversam sobre o bordado que ela está fazendo, enquanto Hilda observa Ballested pintando. Repentinamente, Lyndstrand pergunta a Bolette se nunca pensou, seriamente, em casamento. Ela diz que não, e Lyngstrand que sim, e começa a discorrer sobre o fato de os homens transformarem as suas mulheres em seres semelhantes a eles. Bolette discorda e afirma que pode ser o contrário, a mulher transformar o homem, e Lyngstrand não aceita essa ideia, e pergunta se, na sua ausência, quando for para o sul, pensará nele, para que lhe fique reservada uma recordação terna e fiel e ela lhe sirva de inspiração artística. Bolette não vê utilidade nisso e dirige sua atenção para Arnholm, que aparece no jardim. Os dois conversam sobre ele, indagando do fato de ainda não ter se casado, apesar de possuir fortuna.
Ballested e Hilda saem, e Arnhold se aproxima e cumprimenta Lyngstrand e Bolette. Lyngstrand comenta o fato de Élida ter se perturbado com o aparecimento do estrangeiro. Wangel chega; Bolette e Lyngstrand se retiram. Arnholm indaga sobre Élida, e Wangel relata que ela está mais calma, e discorre sobre a personalidade de Élida, assim como de todos os que vivem perto do mar, comparando-as com as marés. Arrepende-se de ter tirado Élida de de Skjoldviken. Wangel e Arnholm conversam sobre os efeitos do estrangeiro sobre Élida e Wangel se mostra desesperado.
Élida entra e Arnholm gentilmente sai, deixando o casal a sós. Ela se mostra preocupada com a chegada do navio no qual o estrangeiro voltará para buscá-la, e considera ter se vendido, quando se casou, para Wangel, na ilusão de assegurar seu futuro. Os dois questionam seu casamento, e Élida pede que ele a deixe partir, pois considera que seu casamento legal não tem o mesmo valor de uma união voluntária; pede a ele sua liberdade, antes que o estrangeiro volte, naquela noite, para que possa decidir entre partir ou ficar. Wangel recusa, pois se sente no direito e dever de defendê-la.
Hilda, Bolette e Arnholm chegam. Wangel lhes diz que, no dia seguinte, Élida partirá para passar algum tempo em Skjoldviken. Élida percebe que Hilda fica desnorteada e o comenta com Bolette, que observa que Hilda sempre desejou dela uma palavra de ternura, ao que Élida se surpreende por reconhecer que há um lugar para ela naquela casa. Todos saem para jantar.

### Ato V

Um fiorde, paisagem característica da Noruega, presente nas peças de Henrik Ibsen. A Dama do Mar, especialmente, ocorre às margens de um fiorde

O quinto ato ocorre no mesmo local do terceiro ato, numa tarde de verão. Arnholm, Bolette, Lyngstrand e Hilda estão em um barco, beirando a margem, conversando. Ballested aparece com uma trompa de caça, gritando-lhes que fará uma homenagem ao navio inglês que está fazendo a última viagem da estação. Élida e Wangel chegam, conversando com Ballested, que lhes repete sobre a homenagem. Élida está à espera, angustiada; decidiu que falará à sós com o estrangeiro, para ser livre em sua escolha, mas Wangel reluta em pensar assim, acha que ela não tem o direito de escolher. Wangel acaba cedendo, aceitando que a partir de agora ela estará livre para viver sua própria vida, e aconvida a passear antes da chegada do navio.
Bolette e Arnholm observam o casal de longe, conversando. Bolette acredita que, se a madrasta for para Skjoldviken no dia seguinte, nunca mais voltará, mas Arnholm discorda. Bolette questiona se Arnholm intercedeu por ela junto ao pai, ele diz que sim, mas no momento o pai não a poderá auxiliar, e incentiva-a a mudar sua vida, a conhecer o mundo como ela tanto deseja, insinuando que poderia ajudá-la. Bolette se alegra e aceita, porém Arnholm revela o desejo de casar com ela. Inicialmente ela se assusta, recusando, e ele mantém sua intenção de ajudá-la, porém mediante essa mudança de situação, ela recusa a ajuda antes cogitada. Arnholm insiste que mude sua vida, e Bolette acaba aceitando seu pedido de casamento, imersa em reflexões sobre o mundo que se abrirá para ela. Repentinamente, Bolette passa a falar sobre Lyngstrand, o escultor, que está passeando com Hilda, comentando sobre sua doença e sobre ele ter pouco tempo de vida, o que, segundo Bolette, será melhor para ele, pois sua arte é “bem pouca coisa”.
Hilda e Lyngstrand, no entanto, falam sobre Bolette e Arnholm, e percebem que ele a está cortejando. Lyngstrand acredita que Bolette não o aceitará, por conta a promessa que lhe fez de pensar nele durante sua ausência. Hilda discorda. Lyngstrand revela seu desejo de que Bolette pense nele, mas não pretende casar com ela, apenas ter essa vantagem para inspirar sua arte. Observa que mesmo Hilda, na próxima temporada, poderia ser a sua inspiração. Hilda questiona com ele se ficaria bem de preto, de jovem noiva de luto. Ele diz que sim. Avistam o navio ao longe, e se aproximam de Élida e Wangel. Hilda e Lyngstrand saem e Élida fica a sós com Wangel, observando o navio. O estrangeiro chega.
O estrangeiro pergunta se Élida está pronta para partir, para segui-lo voluntariamente. Ao longe, ouve-se a badalada de primeiro aviso da partida do navio. Élida se angustia, e percebe que será uma decisão para sempre, sem poder voltar atrás, e questiona; o estrangeiro insiste. Élida se refugia atrás do marido. Wangel a defende e ameaça mandá-lo prender, mas o estrangeiro tira do bolso um revólver. Élida se coloca na frente do marido, defendendo-o. Élida diz ao marido que tudo lhe escapa, e Wangel a liberta, para fazer o que quiser em plena liberdade, pois a ama acima de tudo. Ela se surpreende, sente-se livre, e ouve a segunda badalada da partida do navio. O estrangeiro a chama novamente. Finalmente livre, ela toma a decisão de ficar, e o estrangeiro desiste, despedindo-se e indo embora.
Élida diz a Wangel que a liberdade transforma tudo, e agora serão felizes juntos, os dois, com as filhas. Wangel se alegra por Élida falar “nossas filhas”, e ela revela que as conquistará, ainda. Nesse instante, os outros entram no jardim, e Hilda observa o casal. Ballested se refere à partida de Élida, mas ela diz que mudaram de planos. Hilda se alegra. Élida diz a Arnholm que o ser que se habitua a viver em terra perde o caminho para o mar. Ballested observa que “os homens podem aclimatar-se”. Élida e Wangel concluem que sim, desde que seja com liberdade e responsabilidade. O navio afasta-se.

## Traduções em língua portuguesa
- No Brasil, foi lançada a primeira tradução em 1944, feita por Vidal de Oliveira, na obra "Seis Dramas", que reunia seis obras de Ibsen, pela Coleção "Biblioteca dos Séculos", nº 10, da Editora Globo, em Porto Alegre, com introdução de Otto Maria Carpeaux[7]. Foi relançada em 1985, pela Editora Globo, “A Dama do Mar/ Solness, o Construtor”.
- Dea Caminha. “A Dama do Mar”. Rio de Janeiro: Editora Vecchi, 1959, pela Coleção Teatro Universal[8].
- Edla Van Steen. Tradução e adaptação para a peça “A Dama do Mar”, de 1996, sob direção de Ulysses Cruz.
- Pedro Fernandes. Peças escolhidas 2 (ao lado de Hedda Gabler / Rosmersholm / O Pato Selvagem). Portugal: Livros Cotovia (Coleção Teatro), 2008, ISBN 978-972-795-237-3

## Peças no Brasil

### 2014
- Nome: A Dama do Mar
- Local: Rio de Janeiro
- Teatro: Casa de Cultura Laura Alvim
- Produção: Vetor Produções
- Direção: Tânia Pires
- Elenco: Tânia Pires (Ellida), Zeca Cenovicz (Wangel), João Vitti (Estrangeiro), Joelson Medeiros (Prof. Arnon), Renata Guida (Bolette), Leonardo Hinckel (Lyngstrand), Andressa Lameu (Hilda).

### 2013
- Nome: A Dama do Mar
- Local: São Paulo
- Teatro: Sesc Pinheiros
- Produção: Prod.art.br
- Direção: Robert Wilson
- Elenco: Ondina Clais Castilho (Ellida), Hélio Cícero (Wangel), João Vitti (Estrangeiro), Luiz Damaceno (Prof. Arnon), Ligia Cortez (Bolette), Bete Coelho (Hilda).

### 1996
- Nome: A Dama do Mar
- Local: Rio de Janeiro
- Teatro: Estreia no Teatro do Píer da Praça Mauá, Rio de Janeiro, em outubro de 1996. No  meio da temporada, a personagem Hilda, interpretada por Paloma Duarte, passou a ser interpretada por Renata Leão.
- Produção: Christiana Guinle
- Direção: Ulysses Cruz
- Elenco: Christiana Guinle, Tereza Seiblitz, Paloma Duarte, Murilo Elno, Floriano Peixoto, Felipe Martins

## Cinema
- Lady from the Sea – filme mudo inglês de 1911, sob direção de Lucius Henderson, e estrelado por William Russell e Marguerite Snow[9].
- Lady from the Sea – filme inglês de 1974, feito para TV, sob direção de Basil Coleman, estrelado por Eileen Atkins e Denholm Elliott[10].